# Tie Domi
Pour les articles homonymes, voir Domi.
Tahir Domi, dit Tie Domi, (né le 1er novembre 1969 à Windsor ville de la province de l'Ontario au Canada) est un joueur professionnel canadien de hockey sur glace d'origine albanaise. Il est le père du joueur Max Domi.

## Carrière
Il fait ses débuts dans la Ligue de hockey de l'Ontario en  1986 avec les Petes de Peterborough. En 1988, il participe au repêchage d'entrée dans la Ligue nationale de hockey et est choisi par les Maple Leafs de Toronto au deuxième tour (27e choix).
Il fait ses débuts dans la Ligue américaine de hockey en 1989 avec les Saints de Newmarket et joue seulement deux matchs dans la LNH cette même saison.
Il rejoint alors les Rangers de New York où il commence à faire parler de lui, surtout à l'occasion d'une bagarre contre Bob Probert, connu pour son caractère. Il rejoint les Jets de Winnipeg en 1992 et gagne petit à petit une réputation de bagarreur. Comme bien souvent dans le hockey sur glace, cette réputation fait de lui un des joueurs préférés des fans de l'équipe. Au sein des Jets, il reçoit la mission de protéger le nouveau joueur, Teemu Selänne.
En 1994, il retourne jouer pour les Maple Leafs, équipe qui sera sa dernière franchise et en 1997-1998, il reçoit 365 minutes de pénalité et bat ainsi le record de minutes de pénalité sur une saison, record détenu par le passé par Tiger Williams, un modèle pour Domi. La saison suivante, il est suspendu pour 5 matchs et reçoit une amende pour avoir frappé et rendu inconscient Ulf Samuelsson des Rangers.
Au cours de la saison 2000-2001, il fait parler de lui à plusieurs reprises. La première fois, alors qu'il écope d'une pénalité mineure pour conduite anti-sportive lors d'un match contre les Flyers de Philadelphie. Alors qu'un fan des Flyers le prend à partie, il répond en l'arrosant avec sa gourde. Un deuxième fan, énervé par le geste de Tie Domi va frapper contre la baie vitrée et s'appuyer dessus pour s'en prendre à Domi. Malheureusement, la baie vitrée ne supporte pas l'effort et se brise envoyant le fan dans les bras de Domi.
Le second incident a lieu lors des séries éliminatoires de la Coupe Stanley avec l'agression qu'il réalise sur Scott Niedermayer, le défenseur des Devils du New Jersey. Alors que Niedermayer se replaçait sur la glace, il passe à côté de Domi qui lui met un coup de coude en plein dans le visage. Le défenseur des Devils restera inconscient un moment et Domi prendra 5 minutes de pénalités et sera par la suite suspendu.
Le 3 mars 2006, il joue son 1 000e match dans la LNH contre les Sabres de Buffalo mais une semaine plus tard, l'entraîneur des Maple Leafs, Pat Quinn, décide de ne pas le mettre sur la feuille de match pour la première fois de sa carrière. Cet incident aura pour conséquence le départ de Domi à l'issue de la saison. Finalement le 30 juin, il est mis sur la liste des agents libres et en septembre il annonce sa retraite déclarant qu'il ne pourra jamais porter un autre maillot que le bleu et blanc des Leafs.
Il met fin à sa carrière avec le troisième plus haut total de minutes de pénalités de l'histoire de la LNH. Il a alors enregistré 3 515 minutes et a participé à plus de 80 bagarres dans sa carrière.

## Statistiques
Pour les significations des abréviations, voir Statistiques du hockey sur glace.
| Saison     | Équipe                 | Ligue      |       | Saison régulière | Saison régulière | Saison régulière | Saison régulière | Saison régulière |    | Séries éliminatoires | Séries éliminatoires | Séries éliminatoires | Séries éliminatoires | Séries éliminatoires |
| Saison     | Équipe                 | Ligue      | PJ    | B                | A                | Pts              | Pun              | PJ               | B  | A                    | Pts                  | Pun                  |                      |                      |
| 1986-1987  | Petes de Peterborough  | LHO        | 18    | 1                | 1                | 2                | 79               | 10               | 0  | 0                    | 0                    | 20                   |                      |                      |
| 1987-1988  | Petes de Peterborough  | LHO        | 60    | 22               | 21               | 43               | 292              | 12               | 3  | 9                    | 12                   | 24                   |                      |                      |
| 1988-1989  | Petes de Peterborough  | LHO        | 43    | 14               | 16               | 30               | 175              | 17               | 10 | 9                    | 19                   | 70                   |                      |                      |
| 1989-1990  | Saints de Newmarket    | LAH        | 57    | 14               | 11               | 25               | 285              |                  |    |                      |                      |                      |                      |                      |
| 1989-1990  | Maple Leafs de Toronto | LNH        | 2     | 0                | 0                | 0                | 42               |                  |    |                      |                      |                      |                      |                      |
| 1990-1991  | Rangers de Binghamton  | LAH        | 25    | 11               | 6                | 17               | 219              | 7                | 3  | 2                    | 5                    | 16                   |                      |                      |
| 1990-1991  | Rangers de New York    | LNH        | 28    | 1                | 0                | 1                | 185              |                  |    |                      |                      |                      |                      |                      |
| 1991-1992  | Rangers de New York    | LNH        | 42    | 2                | 4                | 6                | 246              | 6                | 1  | 1                    | 2                    | 32                   |                      |                      |
| 1992-1993  | Rangers de New York    | LNH        | 12    | 2                | 0                | 2                | 95               |                  |    |                      |                      |                      |                      |                      |
| 1992-1993  | Jets de Winnipeg       | LNH        | 49    | 3                | 10               | 13               | 249              | 6                | 1  | 0                    | 1                    | 23                   |                      |                      |
| 1993-1994  | Jets de Winnipeg       | LNH        | 81    | 8                | 11               | 19               | 347              |                  |    |                      |                      |                      |                      |                      |
| 1994-1995  | Jets de Winnipeg       | LNH        | 31    | 4                | 4                | 8                | 128              |                  |    |                      |                      |                      |                      |                      |
| 1994-1995  | Maple Leafs de Toronto | LNH        | 9     | 0                | 1                | 1                | 31               | 7                | 1  | 0                    | 1                    | 0                    |                      |                      |
| 1995-1996  | Maple Leafs de Toronto | LNH        | 72    | 7                | 6                | 13               | 297              | 6                | 0  | 2                    | 2                    | 4                    |                      |                      |
| 1996-1997  | Maple Leafs de Toronto | LNH        | 80    | 11               | 17               | 28               | 275              |                  |    |                      |                      |                      |                      |                      |
| 1997-1998  | Maple Leafs de Toronto | LNH        | 80    | 4                | 10               | 14               | 365              |                  |    |                      |                      |                      |                      |                      |
| 1998-1999  | Maple Leafs de Toronto | LNH        | 72    | 8                | 14               | 22               | 198              | 14               | 0  | 2                    | 2                    | 24                   |                      |                      |
| 1999-2000  | Maple Leafs de Toronto | LNH        | 70    | 5                | 9                | 14               | 198              | 12               | 0  | 1                    | 1                    | 20                   |                      |                      |
| 2000-2001  | Maple Leafs de Toronto | LNH        | 82    | 13               | 7                | 20               | 214              | 8                | 0  | 1                    | 1                    | 20                   |                      |                      |
| 2001-2002  | Maple Leafs de Toronto | LNH        | 74    | 9                | 10               | 19               | 157              | 19               | 1  | 3                    | 4                    | 61                   |                      |                      |
| 2002-2003  | Maple Leafs de Toronto | LNH        | 79    | 15               | 14               | 29               | 171              | 7                | 1  | 0                    | 1                    | 13                   |                      |                      |
| 2003-2004  | Maple Leafs de Toronto | LNH        | 80    | 7                | 13               | 20               | 208              | 13               | 2  | 2                    | 4                    | 41                   |                      |                      |
| 2005-2006  | Maple Leafs de Toronto | LNH        | 77    | 5                | 11               | 16               | 109              |                  |    |                      |                      |                      |                      |                      |
| Totaux LNH | Totaux LNH             | Totaux LNH | 1 020 | 104              | 141              | 245              | 3 515            | 98               | 7  | 12                   | 19                   | 238                  |                      |                      |